# 麥當諾 (加利福尼亞州)
麥當諾（英語：McDonald）為位在美國加利福尼亚州马林县的非建制地區。該地區海拔高度約41公尺（135英尺）。